# Diocesi di Sarifea
La diocesi di Sarifea (in latino Dioecesis Sariphaena) è una sede soppressa del patriarcato di Gerusalemme e una sede titolare della Chiesa cattolica.

## Storia
Sarifea, identificabile con Es-Sarif o con Sarafend, è un'antica sede vescovile della provincia romana della Palestina Prima nella diocesi civile d'Oriente. Faceva parte del patriarcato di Gerusalemme ed era suffraganea dell'arcidiocesi di Cesarea.
Unico vescovo conosciuto di questa antica diocesi è Stefano, che prese parte al concilio riunito a Gerusalemme nel 536 dal patriarca Pietro per condannare Antimo I di Costantinopoli dopo la sua adesione al monofisismo.
Dal 1933 Sarifea è annoverata tra le sedi vescovili titolari della Chiesa cattolica; finora la sede non è mai stata assegnata.

## Cronotassi dei vescovi greci
- Stefano † (menzionato nel 536)